# میوکی تاکاهاشی
میوکی تاکاهاشی (به انگلیسی: Miyuki Takahashi) (زاده ۲۵ دسامبر ۱۹۷۸) والیبالیست اهل ژاپن عضو تیم ملی والیبال زنان ژاپن و باشگاه تویوتا است.
میوکی تیم ملی والیبال زنان ژاپن در طول بازی‌های جام جهانی والیبال ۲۰۰۷ بود و در در بازی‌های المپیک تابستانی ۲۰۰۴ و ۲۰۰۸ نیز در ترکیب تیم ملی ژاپن حضور داشت و در مسابقات انتخابی المپیک ۲۰۰۴ به عنوان بهترین اسپک زن انتخاب شد.

## باشگاه
- یاگاماتا هیگاشی جونیور
- ان. ای. سی رد راکتز (۱۹۹۷–۲۰۰۵)
- مینتی اینوپلاس ویچنزا (۲۰۰۵–۲۰۰۷)
- ان ای سی (۲۰۰۷–۲۰۰۹)
- تویوتا (۲۰۱۱-)